# Zdzisław Jóźwiak
Zdzisław Jóźwiak (ur. 7 września 1930 w Łękach Górnych, zm. 8 marca 1978 w Łodzi) – polski aktor, reżyser, scenarzysta, pedagog. Syn Apoloniusza i Marianny z Leoniaków. 

## Życiorys
Absolwent I Liceum Ogólnokształcącego im. Gen. J.H. Dąbrowskiego w Kutnie. W 1955 ukończył Państwową Wyższą Szkołę Teatralną w Łodzi.
W sezonie 1955/56 został zaangażowany do Teatrów Dramatycznych w Częstochowie. W latach 1956–1960 występował w Teatrze Ziemi Pomorskiej w Bydgoszczy, min. grał tytułową rolę w Kordianie. 
Był współorganizatorem Sceny Studyjnej Teatru Polskiego w Bydgoszczy i współtwórcą sztuk, uznanych za wydarzenia artystyczne, zwłaszcza „W małym dworku” Witkacego (1960).
W roku 1960 przeniósł się do Łodzi, gdzie grał najpierw w Teatrze Ziemi Łódzkiej, następnie  w Teatrze 7.15 i w Teatrze Jaracza, w którym pozostał już do końca życia. Zagrał tu wiele ról w głośnych spektaklach reżyserowanych przez najwybitniejszych polskich reżyserów, m.in. Namiestnik Hochhutha, Przełom Ławreniewa, Wesele Wyspiańskiego, Kolumbowie Bratnego, Irydion i Nieboska komedia Krasińskiego, Szewcy Witkacego czy Szaleństwa panny Ewy wg powieści Makuszyńskiego.
Na początku lat  60. współpracował z alternatywnym teatrem „Pstrąg”. Był członkiem Rady Programowej Łódzkiego Domu Kultury (ŁDK), twórcą i wieloletnim dyrektorem Zespołu Małych Form ŁDK, który w czasie, kiedy nim kierował (1963–1969), dał ok. 300 występów dla ok. 80 tys. widzów i otrzymał wiele  nagród i wyróżnień.
Był scenarzystą i reżyserem wielu sztuk i widowisk, jak Śnieg pada na zakochanych (1959), Wyznania (1961), Mercedes (1962), Rogate dusze (1963), Żołnierz zwycięzca (1967), Dwudziesta noc (1971), Lubimy stąpać po ziemi (1972), Sarmacki astronom (1973) i wielu innych. Pisał wiersze. Pracował nad sztuką teatralną i słownikiem teatralnym, których nie zdążył już ukończyć.
Poza pracą sceniczną prowadził aktywną działalność dydaktyczną w Państwowej Wyższej Szkole Teatralnej, w Studium Sztuki Estradowej przy Łódzkiej Estradzie, Łódzkim Towarzystwie Muzycznym im. Karola Szymanowskiego, na Międzywydziałowych Studiach Kulturalno-Oświatowych Uniwersytetu Łódzkiego.  Współpracował także z Wydziałem Kultury i Oświaty Urzędu Miasta. Był konsultantem programowym Estrady Łódzkiej.
W roku 1971 otrzymał Odznakę Honorową Miasta Łodzi, a w 1973 r. Odznakę Zasłużonego Działacza Kultury.
Żona Krystyna Froelich – również aktorka, którą poznał w 1955 r. w Łódzkiej Szkole Teatralnej i z którą był angażowany w teatrach w Częstochowie, Bydgoszczy i Łodzi. Rozwiedziony w 1975 roku. Córka Katarzyna Dragović – anglistka, filmoznawca, właścicielka szkoły reklamy, mieszka z rodziną w Warszawie.
Zmarł tragicznie w wyniku wypadku 8 marca 1978 w Łodzi. Pochowany został na cmentarzu parafialnym w Łękach Kościelnych.

## Filmografia
- 1978 – Powrót (7 odc.) w serialu Rodzina Połanieckich – obsada aktorska
- 1976 – Daleko od szosy serial - obsada aktorska (chorąży w WKU)
- 1975 – Niespotykanie spokojny człowiek – obsada aktorska (kierowca autobusu; nie występuje w napisach)
- 1974 – Zapis zbrodni – obsada aktorska (Jan Płoński, zamordowany taksówkarz).